# Písečníkovití (ptáci)
Písečníkovití (Thinocoridae) je malá čeleď ptáků z řádu dlouhokřídlých, jejíž zástupci obývají drsné stepní, polopouštní a vysokohorské oblasti Jižní Ameriky od Falkland přes jižní Argentinu a Andy po Ekvádor.
Jedná se o poměrně malé ptáky připomínající tetřevy. Nohy i zobák jsou jen krátké. Nosní dírky písečníků jsou kryty rohovitými destičkami, které patrně slouží jako krytka proti průniku písečného prachu. Tyto destičky jsou v rámci dlouhokřídlých unikátní. Opeření je nenápadného zabarvení s převažující hnědou barvou s šedým, černým či bílým flekováním. Kořeny per připomínají prachové peří, což pomáhá písečníkům zůstat v teple v jejich extrémním habitatu. Záprstí nicméně není opeřeno (na rozdíl od tetřevů, kteří mají opeřená i záprstí).
Živí se převážně rostlinnou stravou, sbírají hlavně pupeny a listy. Jedná se o jediné zástupce dlouhokřídlých, kteří se živí převážně vegetariánsky. Vyskytují se do nadmořských výšek až 5500 m n. m. Vzhledem k jejich extrémnímu habitatu na ně negativní vlivy člověka zatím nedolehly.

## Systematika
Nejbližším příbuzným písečníkovitých je dropík australský, který tvoří samostatnou čeleď dropíkovití. Původně se mělo za to, že dropík je krátkokřídlý nebo hrabavý pták, avšak podle analýz anatomie a osteologie byli dropíkovití a písečníkovití prohlášeni za sesterské taxony.

### Seznam druhů
| Fotografie | Rod                                      | Druh                                                                                  |
| ---------- | ---------------------------------------- | ------------------------------------------------------------------------------------- |
|            | Attagis (Saint-Hilaire and Lesson, 1831) | - písečník rezavý Attagis gayi - písečník bělobřichý Attagis malouinus                |
|            | Thinocorus Eschscholtz, 1829             | - písečník šedoprsý Thinocorus orbignyanus - písečník nejmenší Thinocorus rumicivorus |